# Yana Gupta
Yana Gupta (* 23. dubna 1979, Brno jako Jana Synková) je indická herečka českého původu.
Vystudovala zahradní architekturu, v roce 1996 odcestovala do Indie kvůli meditacím a díky pro Indy exotickému vzhledu se stala úspěšnou modelkou. Provdala se roku 2001 za malíře Satja Guptu, s nímž se rozvedla v roce 2005. Bydlela v Puné a Bombaji, fotila pro časopisy Elle a Cosmopolitan, hrála v desítce bollywoodských filmů, zúčastnila se indické verze soutěží Faktor strachu a Když hvězdy tančí. Je vegetariánkou, hovoří kromě češtiny anglicky, hindsky a japonsky, jejími zálibami jsou tanec a hra na klavír.